# STMN2
STMN2 (англ. Stathmin 2) – білок, який кодується однойменним геном, розташованим у людей на короткому плечі 8-ї хромосоми. Довжина поліпептидного ланцюга білка становить 179 амінокислот, а молекулярна маса — 20 828.
| 10         |  | 20         |  | 30         |  | 40         |  | 50         |
| ---------- |  | ---------- |  | ---------- |  | ---------- |  | ---------- |
| MAKTAMAYKE |  | KMKELSMLSL |  | ICSCFYPEPR |  | NINIYTYDDM |  | EVKQINKRAS |
| GQAFELILKP |  | PSPISEAPRT |  | LASPKKKDLS |  | LEEIQKKLEA |  | AEERRKSQEA |
| QVLKQLAEKR |  | EHEREVLQKA |  | LEENNNFSKM |  | AEEKLILKME |  | QIKENREANL |
| AAIIERLQEK |  | ERHAAEVRRN |  | KELQVELSG  |  |            |  |            |

A: Аланін

C: Цистеїн

D: Аспарагінова кислота

E: Глутамінова кислота

F: Фенілаланін

G: Гліцин

H: Гістидин

I: Ізолейцин

K: Лізин

L: Лейцин

M: Метіонін

N: Аспарагін

P: Пролін

Q: Глутамін

R: Аргінін

S: Серин

T: Треонін

V: Валін

Кодований геном білок за функцією належить до фосфопротеїнів. 
Задіяний у такому біологічному процесі, як альтернативний сплайсинг. 
Локалізований у цитоплазмі, мембрані, клітинних відростках, апараті гольджі, ендосомах.